# Modern Sounds
| Recensione | Giudizio |
| ---------- | -------- |
| AllMusic   |          |

Modern Sounds è un album a nome Shorty Rogers and His Giants, pubblicato dalla casa discografica Capitol Records nel febbraio del 1952.

## Tracce

### LP
Lato A
1. Popo – 3:01 (musica: Shorty Rogers)
2. Over the Rainbow – 3:00 (testo: Yip Harburg – musica: Harold Arlen)
3. Four Mothers – 2:49 (musica: Jimmy Giuffre)

Lato B
1. Didi – 2:26 (musica: Shorty Rogers)
2. Sam and the Lady – 3:07 (musica: Shorty Rogers)
3. Apropos – 2:37 (musica: Shorty Rogers)

- Durata brani ricavati dal CD del 1991 pubblicato in Giappone dalla Capitol Records (TOCJ-5406)

## Formazione
"Shorty Rogers & His Giants":
- Shorty Rogers – tromba
- Art Pepper – sassofono alto
- Jimmy Giuffre – sassofono tenore
- Gene Englund – tuba
- John Graas – corno francese
- Hampton Hawes – pianoforte
- Don Bagley – contrabbasso
- Shelly Manne – batteria